# Édouard Rombaux-Roland

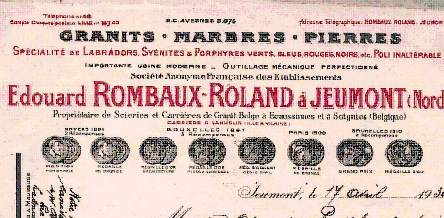
Hoofding boven een factuur van het bedrijf, met medailles.

Édouard Rombaux-Roland was een Franse natuursteenhouwerij gespecialiseerd in arduin en marmer. De firma stond internationaal gekend voor zijn oorlogsmonumenten van de Eerste Wereldoorlog. De in Jeumont gevestigde firma bezat steengroeven in Écaussinnes en Nijvel. De steenhouwerijen bevonden zich in Écaussinnes en Zinnik en stonden onder leiding van Édouard Rombaux.
Het bedrijf nam deel aan de wereldtentoonstelling van 1885 in Antwerpen.

## Selectie werken

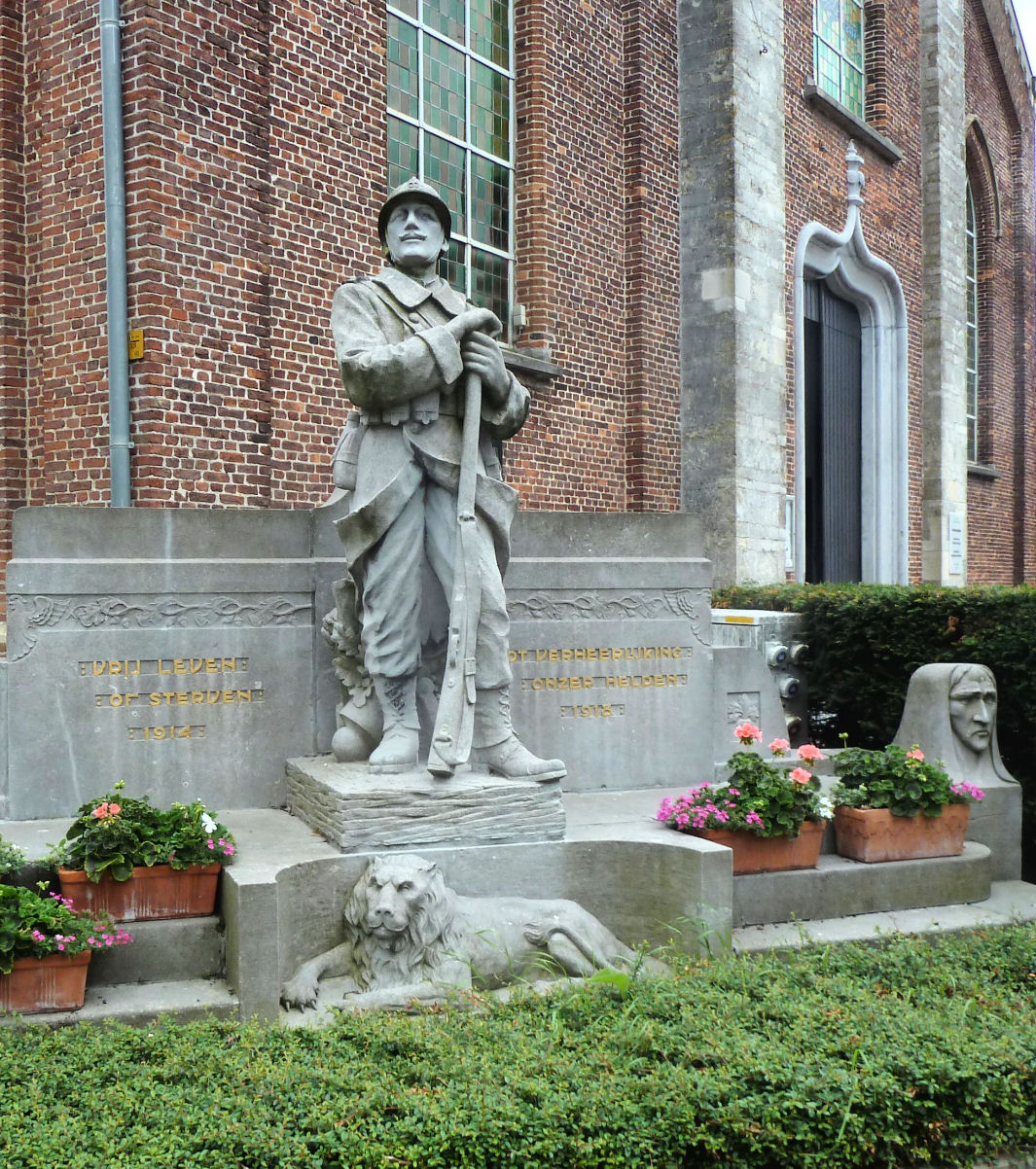
Oorlogsmonument in arduin, Kemzeke
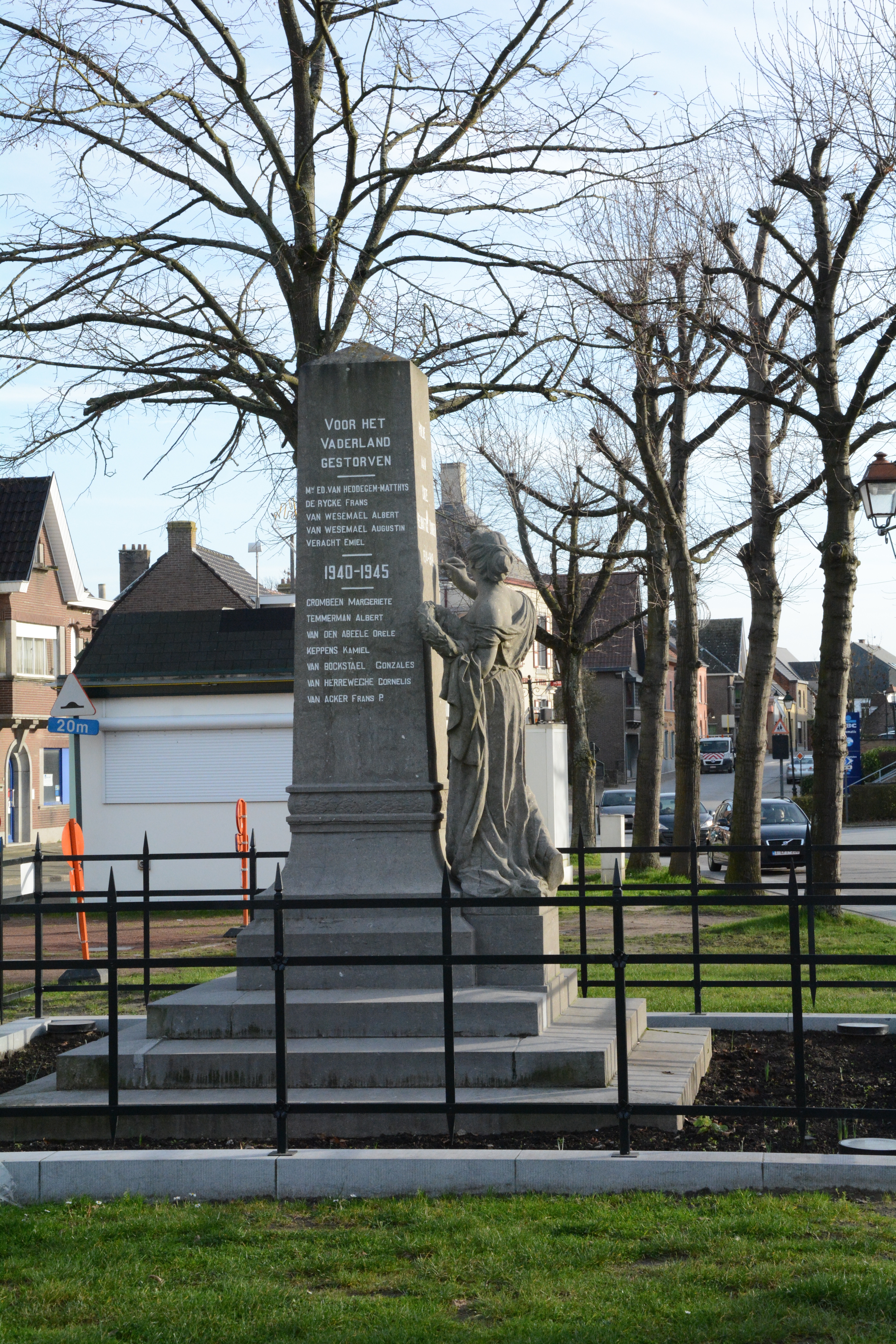
Oorlogsmonument van Schellebelle
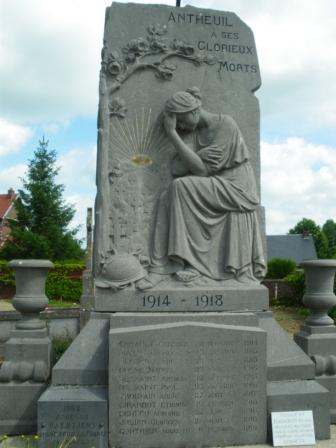
Oorlogsmonument van Antheuil-Portes
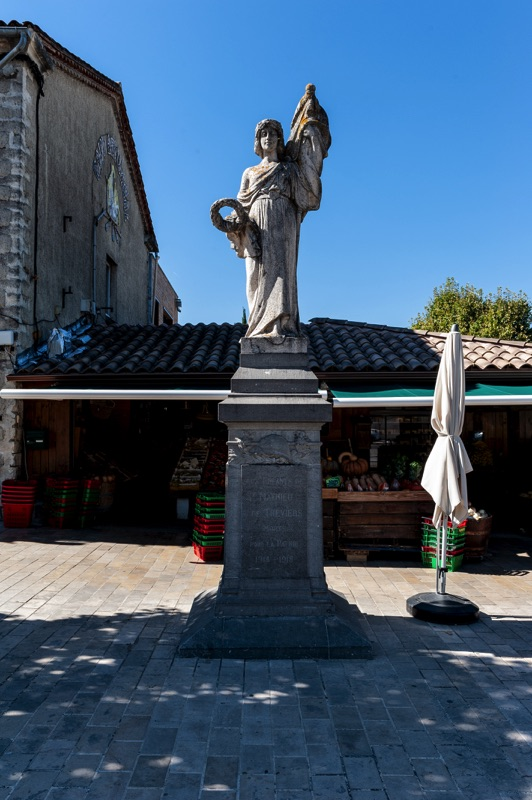
Oorlogsmonument van Saint-Mathieu-de-Tréviers
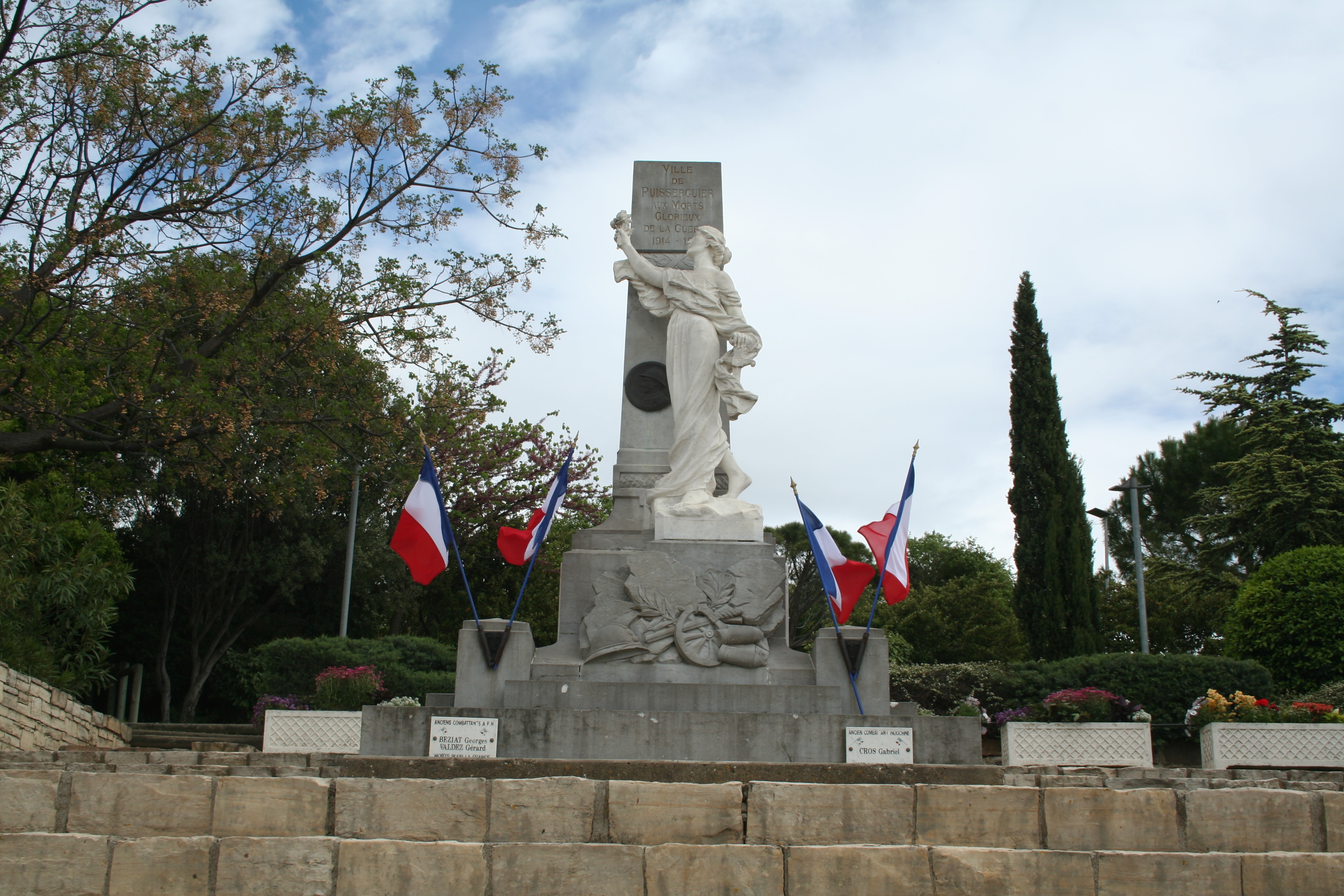
Oorlogsmonument van Puisserguier
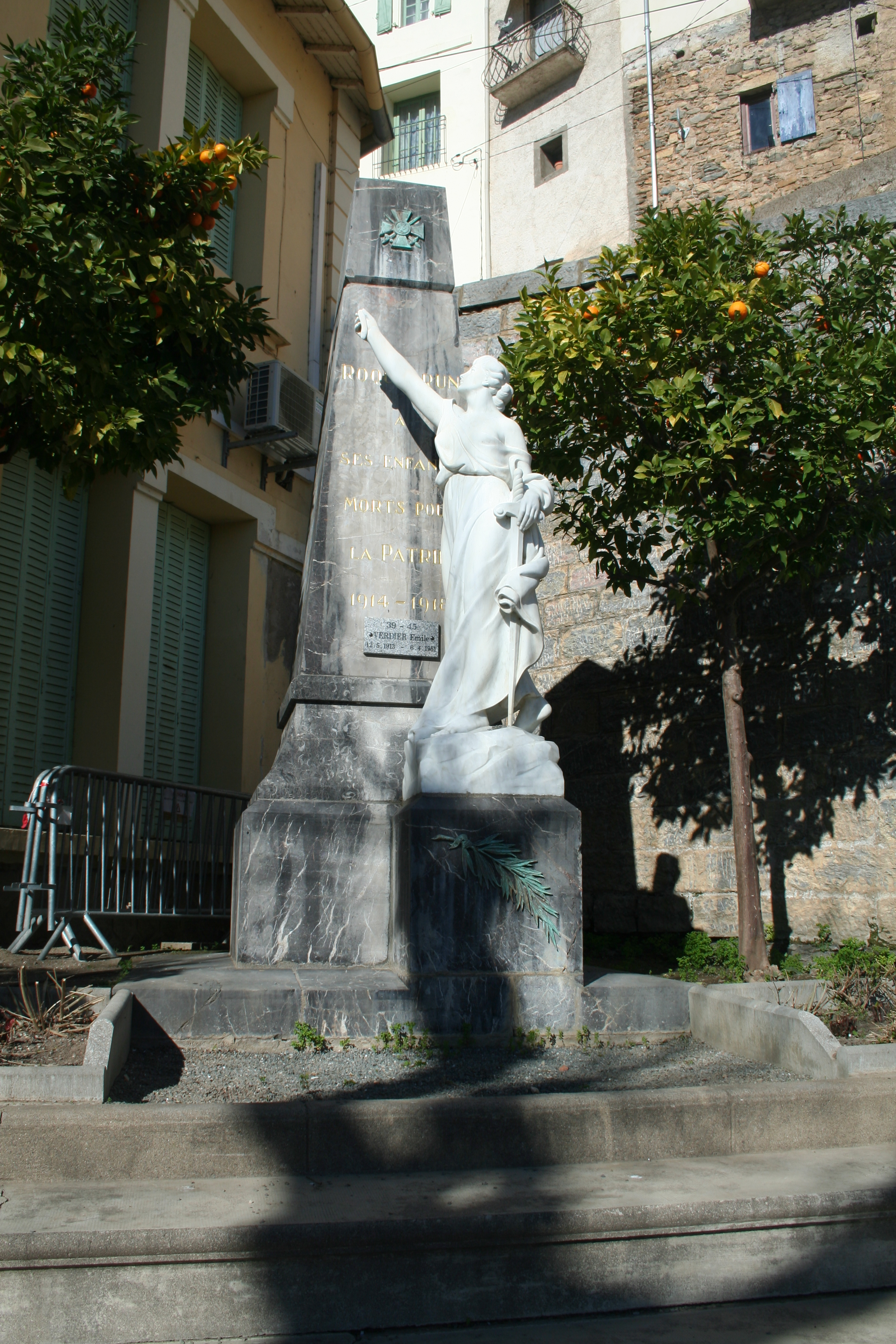
Oorlogsmonument van Roquebrun
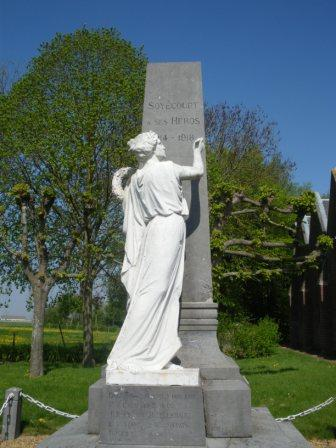
Oorlogsmonument van Soyécourt